# Murepavadine
La  Murepavadine (POL7080) est un antibiotique spécifique contre Pseudomonas. C'est un peptidomimétique cyclique en épingle à cheveux bêta basé sur le peptide antimicrobien cationique protégrine I (PG-1) et la première molécule d'une classe d'antibiotiques ciblant les protéines de la membrane externe avec un nouveau mécanisme d'action non lytique, hautement actif et sélectif contre le transporteur protéique LptD de Pseudomonas aeruginosa. Dans les études précliniques, le composé s'est révélé très actif sur un large panel d'isolats cliniques, y compris des bactéries Pseudomonas multirésistantes, avec une efficacité in vivo remarquable dans des modèles de sepsis, d'infection pulmonaire et d'infection de la cuisse. L'injection intraveineuse de murepavadine est en cours de développement pour le traitement de la pneumonie bactérienne nosocomiale due à Pseudomonas aeruginosa,,.

## Découverte et structure
Le peptide antimicrobien de défense de l'hôte protégrine I (PG-1), possède une activité antimicrobienne à large spectre et une bonne activité contre les pathogènes Gram-négatifs multirésistants, avec un mécanisme compatible avec la perturbation de la membrane par la formation de pores. Cependant, PG-1 présente des propriétés médicamenteuses défavorables avec notamment une hémolyse significative et, à ce titre, son utilisation clinique est limitée. PG-1 se compose de 18 acides aminés et est ordonnée en un brin β antiparallèle avec deux ponts disulfures.  Un peptide cyclique synthétique contenant un motif D-proline-L-proline greffé sur une base peptidomimétique pour simuler et stabiliser la conformation de PG-1 a été utilisé pour générer une bibliothèque diversifiée de macrocycles peptidomimétiques qui ont été examinés pour leur activité antibactérienne,,,. Les variantes de cette bibliothèque de mimétiques d'épitopes protéiques à 14 résidus, telles que le peptidomimétique L8-1, ont une activité antimicrobienne similaire à celle du PG-1, mais avec une activité hémolytique réduite sur les globules rouges humains,. Des cycles itératifs de synthèse ont généré des analogues au profil de plus en plus puissant et sélectif, produisant des composés actifs à l'échelle nanomolaire spécifiquement contre Pseudomonas spp. au détriment d'une activité à large spectre. Ces cycles d'optimisation ont finalement conduit à la découverte de la murepavadine,, dotée d'une activité spécifique aux Pseudomonas in vitro et in vivo, avec une grande stabilité plasmatique chez toutes les espèces et sans activité hémolytique à 100 μg/mL.  Des études sur la relation structure-activité ont montré que les deux tryptophanes sont très importants pour l'activité antibiotique, tandis que les études de résonance magnétique nucléaire ont montré que ces dérivés antibiotiques D-pro-L-pro avaient une conformation stable en épingle à cheveux bêta en solution aqueuse, alors que les dérivés apparentés avec le D-pro-L-pro inversé en L-pro-D-pro ne présentent pas de conformation stable en épingle à cheveux et perdent leur activité antimicrobienne, suggérant le rôle crucial de l'épingle à cheveux bêta pour l'interaction avec la cible bactérienne.

## Mécanisme d'action
La murepavadine agit en se liant à la protéine LptD du complexe de transport des lipopolysaccharides, une protéine de la membrane externe impliquée dans la biogenèse du lipopolysaccharide chez les bactéries Gram-négatives. En se liant à LptD, la murepavadine inhibe le transport du lipopolysaccharide et provoque des altérations dans la membrane externe de la bactérie menant à la mort cellulaire.

## Spectre d'activité
La murepavadine a une activité bactéricide spécifique in vitro contre Pseudomonas aeruginosa, y compris des isolats producteurs de carbapénémase et résistants à la colistine, et s'est révélée largement inactive contre d'autres bactéries à Gram négatif et positif. Testée dans le cadre d'une étude de la concentration minimale inhibitrice contre 1219 isolats cliniques provenant des États-Unis, d'Europe et de Chine, dont 28 % étaient des souches multirésistantes, la murepavadine a une remarquable activité antimicrobienne, avec une concentration minimale inhibitrice de 0,12 mg/L pour 90 % des souches. Auncune différence significative n'a été constatée entre les lieux géographiques, peu de différences d'activité entre les isolats multirésistants ou non, et aucune résistance croisée n'a été observée avec d'autres antimicrobiens, confirmant ainsi un mécanisme d'action inédit. La murepavadine a montré une très bonne efficacité in vivo dans des modèles de sepsis chez la souris (DE50 de 0,25 - 0,55 mg/kg) et d'infection du poumon et de la cuisse. Elle suit une pharmacocinétique linéaire, proportionnelle à la dose, et pénètre efficacement dans le liquide épithélial du poumon, ce qui confirme sa bonne activité in vivo dans les modèles d'infection pulmonaire, y compris les isolats très résistants aux médicaments. Lors de l'essai clinique de phase I chez des volontaires sains, des doses uniques ont été bien tolérées à des concentrations plasmatiques correspondant ou dépassant les niveaux d'efficacité, sans effets indésirables graves. Les propriétés bénéfiques in vitro et in vivo de la murepavadine, associées à un bon profil de sécurité pharmacologique et toxicologique, ont conduit au développement clinique de la murepavadine pour le traitement d'infections graves causées par P. aeruginosa. La murepavadine a complété avec succès les essais cliniques de phase II chez des patients hospitalisés souffrant d'infections pulmonaires à Pseudomonas menaçant le pronostic vital et est en phase III de développement pour le traitement des infections bactériennes acquises à l'hôpital et sous ventilation assistée dues à Pseudomonas aeruginosa.